# Harald Lybecker
Harald Lybecker, född 24 maj 1649 på Harmsarvet i Stora Kopparbergs socken i Dalarna , död 6 januari 1714 i samma församling , var en svensk ämbetsman.

## Biografi
Lybecker utsågs till geschworner vid Sala silverbergslag 1670 och 1684 till samma befattning vid Stora Kopparbergs bergslag.  Från 1691 fram till sin död var han bergmästare vid Stora Kopparbergs bergslag. Han blev assessor i Bergskollegium 1692 och kommissarie vid Stora Kopparbergs Läns Banco Contoir 1693. Han adlades 1709 och blev bergsråd i Bergskollegium 1713; Under åren 1673–1674 gjorde han en resa till  Harz, Sachsen och Böhmen för att studera bergshanteringen där. Lybecker tog initiativ till författandet av en särskild gruvbön för Stora Kopparberget efter några stora gruvras. Detta uppdrag utfördes av biskop Carl Carlsson  i Västerås. År 1694 tog han initiativet till en sjukstuga vid gruvan i Falun. Lybecker var tekniskt intresserad och gjorde många förbättringar av verksamheten vid Stora Kopparberget.
Han var son till bergmästaren Hans Philip Lybecker d.ä. (1608–1671) och hans hustru Britta Haraldsdotter (1605–1671) samt gift med Emerentia Runsvik (1652–1723).